# ZERO1 International Junior Heavyweight Championship

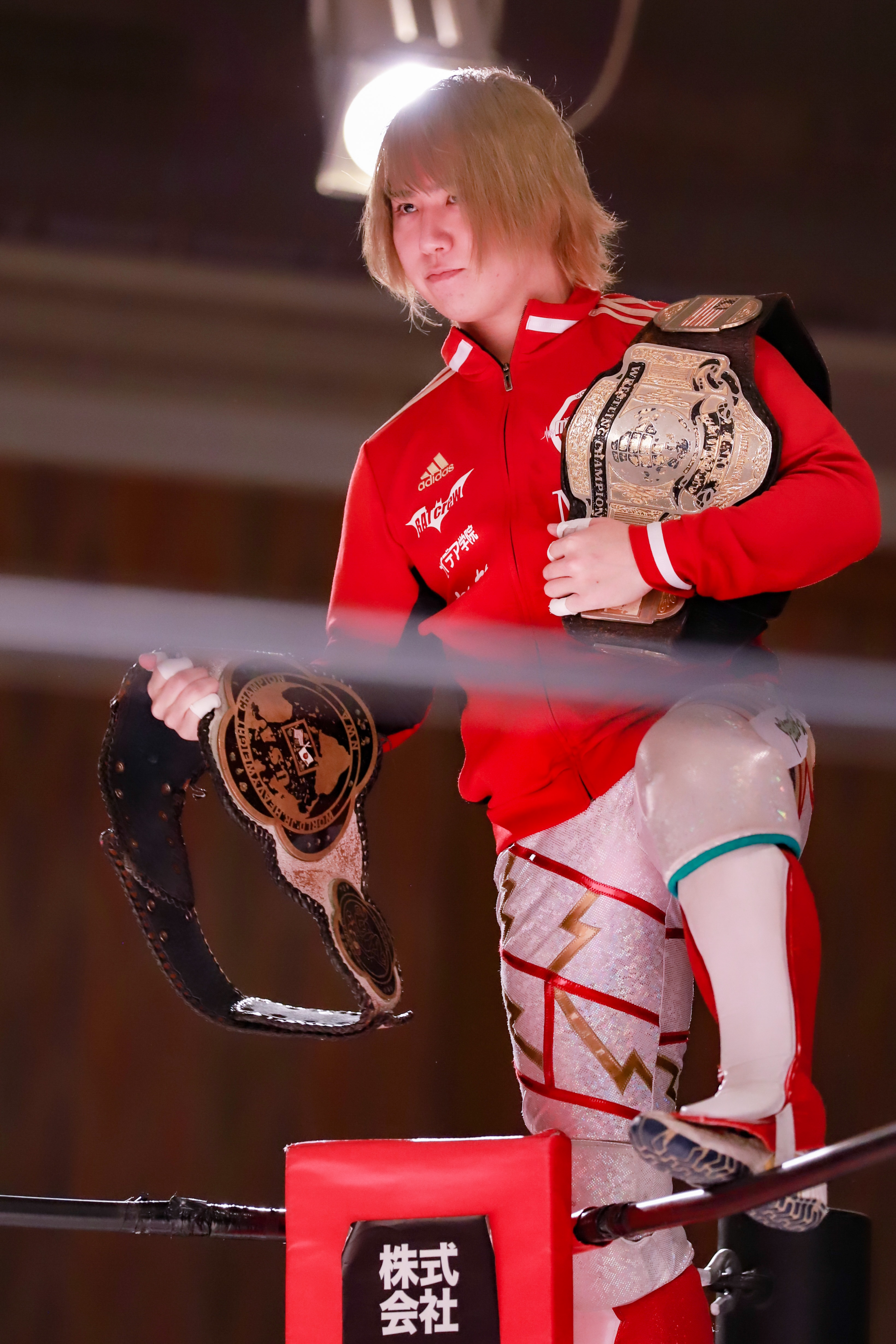
Leo Isaka sosteniendo el título Internacional Junior Heavyweight en su mano izquierda.

El Campeonato Internacional de Peso Completo Junior de ZERO1 (ZERO1 International Junior Heavyweight Championship en inglés) es un campeonato de lucha libre profesional dentro de Pro Wrestling ZERO1 y sancionado por Wrestling Superstars Live. Este título solo lo pueden portar luchadores con un peso menor a los 100 kg (220 lb).

## Historia
El ZERO-ONE International Junior Heavyweight Title fue creado el 29 de junio de 2002 cuando Leonardo Spanky se convirtió en primer campeón tras derrotar a Smelly. Durante ese combate, el campeonato también fue sancionado por la National Wrestling Alliance y Ultimate Pro Wrestling. El 14 de abril de 2005 cuando Ikuto Hidaka venció a Super Crazy en lucha titular, el campeonato cambió su nombre a ZERO1-MAX International Junior Heavyweight Championship. El 26 de agosto de 2006 durante la final del Torneo Tenka-Ichi 2006, Minoru Fujita derrotó a Takuya Sugawara, se proclamó como ganador del torneo y recibió el AWA World Junior Heavyweight Championship. Tiempo después, el título sería renombrado nuevamente como ZERO1-MAX International Junior Heavyweight Championship y más tarde como ZERO1 International Junior Heavyweight Championship, nombre que posee actualmente.

## Campeón actual
El actual campeón es Takuya Sugawara, quien derrotó a Ikuto Hidaka el 23 de mayo de 2011 en Bunkyō, Tokio. Takuya Sugawara se encuentra en su segundo reinado.

## Lista de campeones
| Luchador:                                               | Reinado N°: | Derrotó a:                        | Fecha:                   | Lugar:            |
| ------------------------------------------------------- | ----------- | --------------------------------- | ------------------------ | ----------------- |
| ZERO-ONE International Junior Heavyweight Championship  |             |                                   |                          |                   |
| Leonardo Spanky                                         | 1           | Smelly                            | 29 de junio de 2002      | Sapporo, Hokkaidō |
| Low Ki                                                  | 1           | Leonardo Spanky                   | 16 de septiembre de 2002 | Ariake, Tokio     |
| Wataru Sakata                                           | 1           | Low Ki                            | 31 de agosto de 2003     | Gifu, Gifu        |
| Vacante                                                 | N/A         | Participó en el Torneo Tenka-Ichi | 12 de abril de 2004      | Bunkyō, Tokio     |
| Tatsuhito Takaiwa                                       | 1           | Tony Stradlin                     | 16 de mayo de 2004       | Bunkyō, Tokio     |
| Super Crazy                                             | 1           | Tatsuhito Takaiwa                 | 18 de diciembre de 2004  | Chiba, Chiba      |
| ZERO1-Max International Junior Heavyweight Championship |             |                                   |                          |                   |
| Ikuto Hidaka                                            | 1           | Super Crazy                       | 14 de abril de 2005      | Bunkyō, Tokio     |
| Takuya Sugawara                                         | 1           | Ikuto Hidaka                      | 26 de febrero de 2006    | Bunkyō, Tokio     |
| Tatsuhito Takaiwa                                       | 2           | Takuya Sugawara                   | 27 de julio de 2006      | Namba, Osaka      |
| Vacante                                                 | N/A         | Participó en el Torneo Tenka-Ichi | 27 de julio de 2006      | Namba, Osaka      |
| AWA World Junior Heavyweight Championship               |             |                                   |                          |                   |
| Minoru Fujita                                           | 1           | Takuya Sugawara                   | 26 de agosto de 2006     | Kioto, Kioto      |
| Ikuto Hidaka                                            | 2           | Minoru Fujita                     | 19 de enero de 2007      | Bunkyō, Tokio     |
| Tatsuhito Takaiwa                                       | 3           | Ikuto Hidaka                      | 18 de febrero de 2007    | Bunkyō, Tokio     |
| Vacante                                                 | N/A         | Debido a una lesión en la rodilla | 6 de mayo de 2007        | Bunkyō, Tokio     |
| Dick Togo                                               | 1           | Ikuto Hidaka                      | 20 de junio de 2007      | Bunkyō, Tokio     |
| Ikuto Hidaka                                            | 3           | Dick Togo                         | 26 de octubre de 2007    | Bunkyō, Tokio     |
| ZERO1-Max International Junior Heavyweight Championship |             |                                   |                          |                   |
| Masaaki Mochizuki                                       | 1           | Ikuto Hidaka                      | 23 de enero de 2008      | Bunkyō, Tokio     |
| Ikuto Hidaka                                            | 4           | Masaaki Mochizuki                 | 26 de junio de 2008      | Bunkyō, Tokio     |
| ZERO1 International Junior Heavyweight Championship     |             |                                   |                          |                   |
| Sonjay Dutt                                             | 1           | Ikuto Hidaka                      | 15 de marzo de 2009      | Bunkyō, Tokio     |
| Vacante                                                 | N/A         | Participó en el Torneo Tenka-Ichi | 29 de noviembre de 2009  | Bunkyō, Tokio     |
| Ikuto Hidaka                                            | 5           | Prince Devitt                     | 29 de noviembre de 2009  | Bunkyō, Tokio     |
| Takuya Sugawara                                         | 2           | Ikuto Hidaka                      | 23 de mayo de 2011       | Bunkyō, Tokio     |

## Reinados más largos
| Luchador        | Días | Fecha en que ganó        | Fecha en que perdió   | Notas              |
| --------------- | ---- | ------------------------ | --------------------- | ------------------ |
| Ikuto Hidaka    | 540  | 29 de noviembre de 2009  | 23 de mayo de 2011    | Su quinto reinado  |
| Takuya Sugawara | 5151 | 23 de mayo de 2011       | Campeón actual        | Su segundo reinado |
| Low Ki          | 349  | 16 de septiembre de 2002 | 31 de agosto de 2003  | Su primer reinado  |
| Ikuto Hidaka    | 318  | 14 de abril de 2005      | 26 de febrero de 2006 | Su primer reinado  |
| Ikuto Hidaka    | 262  | 26 de junio de 2008      | 15 de marzo de 2009   | Su cuarto reinado  |

## Mayor cantidad de reinados
- 5 veces: Ikuto Hidaka.
- 3 veces: Tatsuhito Takaiwa.
- 2 veces: Takuya Sugawara.

## Datos interesantes
- Reinado más largo: Ikuto Hidaka, 540 días.
- Reinado más corto: Tatsuhito Takaiwa, 30 días.
- Campeóm más pesado: Dick Togo, 97 kg (213 lb).
- Campeón más liviano: Ikuto Hidaka, 80 kg (176 lb).